# First Two Pages of Frankenstein
First Two Pages of Frankenstein — девятый студийный альбом американской инди-рок группы The National, вышедший 28 апреля 2023 года на лейбле 4AD. Альбом был спродюсирован группой The National в студии Long Pond на севере штата Нью-Йорк, в нём также приняли участие Суфьян Стивенс, Фиби Бриджерс и Тейлор Свифт.

## История
После выхода альбома I Am Easy to Find (2019) и отмены гастролей The National в результате пандемии COVID-19 участники группы отдалились друг от друга. Вокалист и автор текстов Мэтт Бернингер выпустил сольную пластинку Serpentine Prison. Брайс Десснер, живущий сейчас во Франции, работал над партитурами к фильмам и классическими композициями. Аарон Десснер продюсировал два альбома Тейлор Свифт и записал совместный второй студийный альбом How Long Do You Think It's Gonna Last?, с Джастином Верноном из Bon Iver в рамках их сайд-проекта Big Red Machine. Брайан и Скотт Девендорф помогали другим музыкантам в создании их музыки.
Работа над девятым альбомом National поначалу застопорилась, пока Бернингер преодолевал «очень тёмный период, когда я не мог придумать ни текстов, ни мелодий. Несмотря на то, что мы всегда волновались, когда работали над альбомом, это был первый раз, когда возникло ощущение, что все действительно подошло к концу». Брайс Десснер сказал, что группа в конце концов «смогла снова собраться и подойти ко всему с другой стороны, и благодаря этому мы пришли к тому, что кажется новой эрой для группы». По словам Аарона Десснера, поворотный момент наступил с лид-синглом «Tropic Morning News», который был написан в соавторстве с женой Бернингера, Кэрин Бессер, и частично записан вживую в Гамбурге: «Когда Мэтт пришёл с этой песней в глубине своей депрессии, это стало для нас поворотным моментом. Она почти дилановская по тексту, и её так весело играть; всё вдруг почувствовало, что снова оживает».
Песня «The Alcott» началась с редкого фортепианного исполнения, который Аарон Десснер дал фронтмену Мэтту Бернингеру. После того, как Бернингер написал вокал, Десснер задумался о том, чтобы отправить его Тейлор Свифт, своему другу и соавтору по folklore (2020). Он с тревогой ждал 20 минут её ответа, думая, что мог поставить её в такое положение, когда ей пришлось бы отказать ему. Вместо этого она прислала ему голосовое сообщение с полностью сформированным вкладом — вокал Свифт обернулся вокруг вокала Бернингера, а новый текст изменил угол наклона песни. Группа создала аранжировку и доработала песню. По мнению Райан Лиас из Vulture песня «The Alcott» — один из самых красивых моментов на альбоме First Two Pages of Frankenstein.
Альбом был спродюсирован группой National в студии Аарона Десснера Long Pond в долине Гудзон, штат Нью-Йорк. В нём приняли участие приглашенные вокалисты Суфьян Стивенс, Фиби Бриджерс и Тейлор Свифт.

## Художественное оформление
На обложке альбома First Two Pages of Frankenstein, созданной дизайнерской компанией Pentagram, изображена фотография мальчика, держащего голову манекена. Фотографию сделал отец мальчика, Джон Солимайн, иллюстратор и давний друг вокалиста Мэтта Бернингера. Солимайн и Бернингер познакомились как мойщики посуды в ресторане Цинциннати. Солимайн ранее работал с National над несколькими концертными плакатами и вместе с Бернингером над иллюстрациями для его сайд-проекта EL VY. В возможной связи с названием альбома, Солимайн в 2018 году выпустил детскую книгу под названием «Голоден ли Франкенштейн?» (Does Frankenstein Get Hungry?).
Бас-гитарист Скотт Девендорф, бывший графический дизайнер, который тесно работает над обложками альбомов группы, описал манекен как «не френологическую голову».

## Релиз
19 августа 2022 года Аарон Десснер в интервью Лоре Бартон в газете i сообщил, что новый альбом National запланирован на 2023 год. Отдельный сингл «Weird Goodbyes» с участием Bon Iver был выпущен три дня спустя. The National впервые представили альбом в социальных сетях 13 января 2023 года, опубликовав видео, на котором Бернингер читает роман Мэри Шелли «Франкенштейн» 1818 года на скамейке у фортепиано. Посты ссылались на защищенную паролем страницу на их официальном сайте. На незакрытой странице было изображение открытой книги с текстом, зеркально отражающим роман Шелли, но написанным в виде письма, адресованного «Миссис Бриджерс, Англия» и упоминающего людей по имени «Тейлор» и «дядя Суфьян».
First Two Pages of Frankenstein был официально анонсирован 18 января 2023 года, с выходом ведущего сингла альбома, «Tropic Morning News», и объявлением о туре в поддержку альбома, стартующем в мае 2023 года. В туре выступят Патти Смит, Soccer Mommy, The Beths и Bartees Strange. Второй сингл, «New Order T-Shirt», был выпущен 23 февраля 2023 года. Релиз сопровождался продажей ограниченной серии футболок, созданных в сотрудничестве с британской группой New Order. Третий сингл, «Eucalyptus», был выпущен 22 марта 2023 года. Четвёртый сингл, «Your Mind Is Not Your Friend», был выпущен 12 апреля 2023 года. Песня «The Alcott» была выпущена в качестве пятого сингла на итальянских радиостанциях 28 апреля 2023 года. Он был выпущен на американском радио альбомных хитов triple A 1 мая 2023 года.

## Отзывы
| Совокупная оценка   | Совокупная оценка |
| Источник            | Оценка            |
| ------------------- | ----------------- |
| Metacritic          | 79/100            |
| Оценки критиков     |                   |
| Источник            | Оценка            |
| AllMusic            | [ 21 ]            |
| Clash               | 8/10              |
| The Daily Telegraph | [ 23 ]            |
| The Independent     | [ 24 ]            |
| Mojo                | [ 25 ]            |
| NME                 | [ 26 ]            |
| The Observer        | [ 27 ]            |
| Pitchfork           | 6.6/10            |
| Rolling Stone       | [ 29 ]            |
| Uncut               | 8/10              |

Альбом получил положительные отзывы музыкальной критики и интернет-изданий. В интернет-агрегаторе Metacritic, устанавливающем в среднем оценку до ста, основанную на профессиональных рецензиях, альбом получил 79 баллов на основе 20 полученных рецензий.
Эндрю Тренделл из NME оценил альбом высшим баллом в 5 звезд, назвав его лучшим альбомом группы со времён Trouble Will Find Me. Джеймс Меллен из Clash отметил «уровень текучести и богатства, сшитый вместе с высочайшим уровнем исполнения, производства и написания песен. Как Франкенштейн и его монстр, приверженность к дизайну и чертежу этой пластинки невероятна; каждая мельчайшая деталь, звук, глюк были выбраны The National с величайшей тщательностью». Клейтон Пердом из Rolling Stone назвал альбом «замечательным подтверждением силы группы».
Рецензируя альбом для AllMusic, редактор Стивен Томас Эрлевайн заявил: «Мелодии не отсутствуют, но они не форсированы, они поются как предложения. Движение вперёд достигается за счёт смены текстур и ощущений, импульс создается за счёт слоёв гармонии и переплетения акустических инструментов через электронные подстилки».
В неоднозначной рецензии Грейсон Хейвер Каррин из Mojo назвал его «иногда поразительной записью, которая предполагает новую почву, не достигая её на самом деле». Жизель Ау-Нхиен Нгуен из The Sydney Morning Herald' задалась вопросом, «возможно, группа стагнирует с этим релизом, в котором меньше смелых идей, которые они исследовали на своих последних альбомах»

## Список композиций
| №                   | Название                                                   | Автор(ы)                                  | Длительность |
| ------------------- | ---------------------------------------------------------- | ----------------------------------------- | ------------ |
| 1.                  | «Once Upon a Poolside» (при участии Суфьяна Стивенса)      | Мэтт Бернингер Карин Бессер Брайс Десснер | 3:36         |
| 2.                  | «Eucalyptus»                                               | Бернингер Б. Десснер                      | 4:24         |
| 3.                  | «New Order T-Shirt»                                        | Бернингер Аарон Десснер                   | 4:56         |
| 4.                  | «This Isn't Helping» (при участии Фиби Бриджерс)           | Бернингер А. Десснер                      | 4:04         |
| 5.                  | «Tropic Morning News»                                      | Бернингер Бессер А. Десснер               | 5:09         |
| 6.                  | «Alien»                                                    | Бернингер Бессер Б. Десснер               | 4:07         |
| 7.                  | «The Alcott» (при участии Тейлор Свифт)                    | Бернингер А. Десснер Тейлор Свифт         | 4:27         |
| 8.                  | «Grease in Your Hair»                                      | Бернингер Бессер А. Десснер               | 3:57         |
| 9.                  | «Ice Machines»                                             | Бернингер Бессер А. Десснер               | 4:16         |
| 10.                 | «Your Mind Is Not Your Friend» (при участии Фиби Бриджерс) | Бернингер А. Десснер                      | 4:24         |
| 11.                 | «Send for Me»                                              | Бернингер А. Десснер                      | 4:14         |
| Общая длительность: | Общая длительность:                                        | Общая длительность:                       | 47:34        |

## Чарты
| Чарт (2023)                                  | Высшая позиция |
| -------------------------------------------- | -------------- |
| Австралия (ARIA)                             | 9              |
| Австрия (Ö3 Austria)                         | 3              |
| Бельгия/Фландрия (Ultratop)                  | 1              |
| Бельгия/Валлония (Ultratop)                  | 5              |
| Канада (Canadian Albums Chart)               | 16             |
| Дания (Hitlisten)                            | 8              |
| Нидерланды (Album Top 100)                   | 1              |
| Финляндия (Suomen virallinen lista)          | 15             |
| Германия (Offizielle Top 100)                | 6              |
| Ирландия (Irish Albums Chart)                | 1              |
| Италия (FIMI)                                | 34             |
| Новая Зеландия (RMNZ)                        | 4              |
| Норвегия (VG-lista)                          | 18             |
| Португалия (AFP)                             | 1              |
| Шотландия (Scottish Albums Chart)            | 3              |
| Испания (PROMUSICAE)                         | 15             |
| Швеция (Sverigetopplistan)                   | 18             |
| Швейцария (Schweizer Hitparade)              | 5              |
| Великобритания (UK Albums Chart)             | 4              |
| Великобритания (UK Independent Albums Chart) | 1              |
| США (Billboard 200)                          | 14             |
| США (Billboard Independent Albums)           | 3              |
| США (Billboard Top Alternative Albums)       | 1              |
| США (Billboard Top Rock Albums)              | 1              |